# Sportovní Klub Slavia Praha 2005-2006
Questa voce raccoglie le informazioni riguardanti lo Sportovní Klub Slavia Praha nelle competizioni ufficiali della stagione 2005-2006.

## Stagione
Nonostante il duo offensivo Piták-Vlček sia il più prolifico del campionato (20 gol in due), lo Slavia Praga termina il campionato al terzo posto, dietro ai vincitori dello Slovan Liberec e al Teplice ma, in questa stagione, davanti ai rivali dello Sparta Praga, giunti al quinto posto.
In coppa escludono Dvůr Králové (0-3), Hlučín (0-4), Vitkovice (0-1) uscendo ai quarti di finale contro il Hradec Kralove (2-0).
In Champions League i cechi affrontano l'Anderlecht, perdendo 4-1. Retrocessi in Coppa UEFA, superano agevolmente il Cork City (4-1), accedendo alla fase a gironi. Inserito nel gruppo A assieme ad Monaco, Amburgo, Viking Stavanger e CSKA Sofia, il club supera i bulgari (4-2) e pareggia a Stavanger (2-2), cadendo sia contro il Monaco (0-2) sia ad Amburgo (2-0): i 4 punti raccolti in 4 giornate, bastano per ottenere il passaggio alla fase a eliminazione diretta grazie alla differenza reti favorevole contro il Viking. Ai sedicesimi il cammino dei cechi s'arresta a Palermo: dopo aver vinto 2-1 a Praga, lo Slavia è sconfitto 1-0 contro i rosa nero, uscendo dalla competizione per la regola dei gol fuori casa.

## Calciomercato[1]
Vengono ceduti Samoel, Bejbl (Rapid Vienna), Lukáš Došek (Sportfreunde Siegen), Chleboun (SC Xaverov), Rychlík (FK Mladá Boleslav), Koloušek (Marila Pribram), Sedláček (fine prestito dal Groclin), Bálek, Kalivoda (in prestito all'SC Xaverov) Munster (Örebro), Taborský (Dynamo Ceske Budejovice), nel gennaio 2006 Latka (al Birmingham City in cambio di € 0,6 milioni), Cernoch (alla Politehnica Iasi per € 250.000), Nachtman (in prestito al FK Chmel Blšany), Gedeon (Vaduz) e nel febbraio seguente Zboncak (SIAD Most).
Vengono acquistati Šeliga (Publikum), Hubáček (dal Football Club Fastav Zlín in cambio di € 150.000), Krajčík (fine prestito, ritorna dalla Dynamo Ceske Budejovice), Zábojník (dal SIAD Most in cambio di € 150.000), Janda (giovanili), Lukáš Jarolím (dallo Slovacko in cambio di € 50.000), Švento (dall'MFK Ruzomberok in cambio di € 350.000), Pesir (Kayserispor), Martin Cernoch (dal Viktoria Plzen in cambio di € 0,1 milione), Cesáreo Victorino (in prestito dal Cruz Azul, restituito a dicembre 2005), nel gennaio 2006 Aračić è aggregato in prima squadra, Dosoudil (Denizlispor) e nel febbraio seguente Vorel (FC Vysočina Jihlava), Zoltán Hercegfalvi (Lombard Pápa Termál Futball Club) e Gaúcho (Sigma Olomouc).

## Rosa
| N. |                       | Ruolo | Calciatore        |
| -- | --------------------- | ----- | ----------------- |
| 13 | Rep. Ceca (bandiera)  | P     | Michal Vorel      |
| 29 | Slovacchia (bandiera) | P     | Matúš Kozáčik     |
| 30 | Rep. Ceca (bandiera)  | P     | Martin Slavík     |
| 35 | Slovenia (bandiera)   | P     | Aleksander Šeliga |
| 1  | Rep. Ceca (bandiera)  | P     | Martin Franěk     |
| 2  | Rep. Ceca (bandiera)  | D     | Karel Kratochvil  |
| 3  | Rep. Ceca (bandiera)  | D     | Jiří Studík       |
| 4  | Rep. Ceca (bandiera)  | D     | David Hubáček     |
| 7  | Rep. Ceca (bandiera)  | D     | Marek Suchý       |
| 11 | Rep. Ceca (bandiera)  | D     | Miroslav Holeňák  |
| 19 | Slovacchia (bandiera) | D     | Matej Krajčík     |
| 24 | Rep. Ceca (bandiera)  | D     | Petr Zábojník     |
| 27 | Croazia (bandiera)    | D     | Ante Aračić       |
| 28 | Rep. Ceca (bandiera)  | D     | Tomáš Hrdlička    |

| N. |                       | Ruolo | Calciatore         |
| -- | --------------------- | ----- | ------------------ |
| 33 | Rep. Ceca (bandiera)  | D     | Radek Dosoudil     |
| 5  | Rep. Ceca (bandiera)  | C     | Michal Švec        |
| 8  | Rep. Ceca (bandiera)  | C     | Petr Janda         |
| 9  | Rep. Ceca (bandiera)  | C     | Milan Černý        |
| 18 | Slovacchia (bandiera) | C     | Dušan Švento       |
| 20 | Rep. Ceca (bandiera)  | C     | Lukáš Jarolím      |
| 23 | Rep. Ceca (bandiera)  | C     | Karel Piták        |
| 21 | Rep. Ceca (bandiera)  | C     | Marcel Gecov       |
| 7  | Rep. Ceca (bandiera)  | A     | Stanislav Vlček    |
| 10 | Brasile (bandiera)    | A     | Gaúcho             |
| 16 | Slovacchia (bandiera) | A     | Pavel Fořt         |
| 25 | Rep. Ceca (bandiera)  | A     | Tomáš Pešír        |
| 26 | Ungheria (bandiera)   | A     | Zoltán Hercegfalvi |
| 14 | Brasile (bandiera)    | A     | Adauto             |